# Kardinalska imenovanja pape Ivana XXIII.
Papa Ivan XXIII. za vrijeme svoga pontifikata (1958. – 1963.) održao je 5 konzistorija na kojima je imenovao ukupno 52 kardinala.

## Konzistorij 15. prosinca 1958. (I.)
| Slika | Ime i prezime              | Grb | Država              | Datum rođenja       | Datum smrti        | Služba                                                                                |
| ----- | -------------------------- | --- | ------------------- | ------------------- | ------------------ | ------------------------------------------------------------------------------------- |
|       | Giovanni Battista Montini  |     | Italija             | 26. rujna 1897.     | 6. kolovoza 1978.  | milanski nadbiskup                                                                    |
|       | Giovanni Urbani            |     | Italija             | 26. ožujka 1900.    | 17. rujna 1969.    | venecijanski patrijarh                                                                |
|       | Paolo Giobbe               |     | Italija             | 10. siječnja 1880.  | 14. kolovoza 1972. | apostolski međununcij u Nizozemskoj                                                   |
|       | Giuseppe Fietta            |     | Italija             | 6. studenoga 1883.  | 1. listopada 1960. | sardički naslovni nadbiskup, nuncij u Italiji                                         |
|       | Fernando Cento             |     | Italija             | 10. kolovoza 1883.  | 13. siječnja 1973. | seleucijski naslovni nadbiskup, nuncij u Portugalu                                    |
|       | Carlo Chiarlo              |     | Italija             | 4. studenoga 1881.  | 21. siječnja 1964. | amidski naslovni nadbiskup, nuncio na raspolaganju u Državnom tajništvu               |
|       | Amleto Giovanni Cicognani  |     | Italija             | 24. veljače 1883.   | 17. prosinca 1973. | laodicejski naslovni nadbiskup, apostolski delegat u Sjedinjenim Američkim Državama   |
|       | José Garibi Rivera         |     | Meksiko             | 30. siječnja 1889.  | 27. svibnja 1972.  | guadalaharski nadbiskup                                                               |
|       | Antonio María Barbieri     |     | Urugvaj             | 12. listopada 1892. | 6. srpnja 1979.    | O.F.M.Cap., montevidejski nadbiskup                                                   |
|       | William Godfrey            |     | Engleska            | 25. srpnja 1889.    | 22. siječnja 1963. | vestminsterski nadbiskup                                                              |
|       | Carlo Confalonieri         |     | Italija             | 25. srpnja 1893.    | 1. kolovoza 1986.  | nikopoljski naslovni nadbiskup, tajnik Svete kongregacije za sjemeništa i sveučilišta |
|       | Richard James Cushing      |     | SAD                 | 24. kolovoza 1895.  | 2. studenoga 1970. | bostonski nadbiskup                                                                   |
|       | Alfonso Castaldo           |     | Italija             | 6. studenoga 1890.  | 3. ožujka 1966.    | napuljski nadbiskup i pozuolski biskup ad personam                                    |
|       | Paul-Marie Richaud         |     | Francuska           | 16. travnja 1887.   | 5. veljače 1968.   | bordoški nadbiskup                                                                    |
|       | John Francis O'Hara        |     | SAD                 | 1. kolovoza 1888.   | 28. kolovoza 1960. | C.S.C., filadelfijski nadbiskup                                                       |
|       | José María Bueno y Monreal |     | Francova Španjolska | 11. rujna 1904.     | 20. kolovoza 1987. | seviljski nadbiskup                                                                   |
|       | Franz König                |     | Austrija            | 30. kolovoza 1905.  | 13. ožujka 2004.   | bečki nadbiskup                                                                       |
|       | Julius Döpfner             |     | Njemačka            | 26. kolovoza 1913.  | 24. srpnja 1976.   | berlinski biskup                                                                      |
|       | Domenico Tardini           |     | Italija             | 29. veljače 1888.   | 30. srpnja 1961.   | izabrani laodicejski naslovni nadbiskup, državni tajnik                               |
|       | Alberto di Jorio           |     | Italija             | 18. srpnja 1884.    | 5. rujna 1979.     | regens tajništva Svetoga kardinalskog zbora i tajnik konklave                         |
|       | Francesco Bracci           |     | Italija             | 5. studenoga 1879.  | 24. ožujka 1967.   | tajnik Svete kongregacije za sakramentalnu stegu                                      |
|       | Francesco Roberti          |     | Italija             | 7. srpnja 1889.     | 16. srpnja 1977.   | tajnik Svete kongregacije koncila                                                     |
|       | Andrè Jullien              |     | Francuska           | 25. listopada 1882. | 11. siječnja 1964. | P.S.S., dekan Svete rimske rote                                                       |

## Konzistorij 14. prosinca 1959. (II.)
| Slika | Ime i prezime          | Grb | Država              | Datum rođenja       | Datum smrti         | Služba                                            |
| ----- | ---------------------- | --- | ------------------- | ------------------- | ------------------- | ------------------------------------------------- |
|       | Paolo Marella          |     | Italija             | 25. siječnja 1895.  | 15. listopada 1984. | doklejski naslovni nadbiskup, nuncij u Francuskoj |
|       | Gustavo Testa          |     | Italija             | 28. srpnja 1886.    | 28. veljače 1969.   | amasejski naslovni nadbiskup, nuncij u Švicarskoj |
|       | Aloisius Joseph Muench |     | SAD                 | 18. veljače 1889.   | 15. veljače 1962.   | fargoski biskup-nadbiskup                         |
|       | Albert Gregory Meyer   |     | SAD                 | 9. ožujka 1903.     | 9. travnja 1965.    | čikaški nadbiskup                                 |
|       | Arcadio María Larraona |     | Francova Španjolska | 13. studenoga 1887. | 7. svibnja 1973.    | C.M.F., tajnik Svete kongregacije za redovnike    |
|       | Francesco Morano       |     | Italija             | 8. lipnja 1872.     | 12. srpnja 1968.    | tajnik Vrhovnoga sudišta Apostolske signature     |
|       | William Theodore Heard |     | Škotska             | 24. veljače 1884.   | 16. rujna 1973.     | dekan Svete rimske rote                           |
|       | Augustin Bea           |     | Njemačka            | 28. svibnja 1881.   | 16. studenoga 1968. | S.J.                                              |

## Konzistorij 28. ožujka 1960. (III.)
| Slika | Ime i prezime              | Grb | Država     | Datum rođenja      | Datum smrti         | Služba                                           |
| ----- | -------------------------- | --- | ---------- | ------------------ | ------------------- | ------------------------------------------------ |
|       | Luigi Traglia              |     | Italija    | 3. travnja 1895.   | 22. studenoga 1977. | cezarejski naslovni nadbiskup, rimski vicegerent |
|       | Peter Tatsuo Doi           |     | Japan      | 22. prosinca 1892. | 21. veljače 1970.   | tokijski nadbiskup                               |
|       | Joseph-Charles Lefèbvre    |     | Francuska  | 15. travnja 1892.  | 2. travnja 1973.    | burgski nadbiskup                                |
|       | Bernardus Johannes Alfrink |     | Nizozemska | 5. srpnja 1900.    | 17. prosinca 1987.  | utrehtski nadbiskup                              |
|       | Rufino Jiao Santos         |     | Filipini   | 26. kolovoza 1908. | 3. rujna 1973.      | manilski nadbiskup                               |
|       | Laurean Rugambwa           |     | Tanganjika | 12. srpnja 1912.   | 8. prosinca 1997.   | rutabski nadbiskup                               |
|       | Antonio Bacci              |     | Italija    | 4. rujna 1885.     | 20. siječnja 1971.  | tajnik za pisma kneževima                        |

Na ovom konzistoriju, imena trojice kardinala pridržana su in pectore. Njihova imena nisu nikada objavljena, te stoga njihovo promaknuće nije stupilo na snagu.

## Konzistorij 16. siječnja 1961. (IV.)
| Slika | Ime i prezime                | Grb | Država    | Datum rođenja      | Datum smrti      | Služba                                                                                              |
| ----- | ---------------------------- | --- | --------- | ------------------ | ---------------- | --------------------------------------------------------------------------------------------------- |
|       | Joseph Elmer Ritter          |     | SAD       | 20. srpnja 1892.   | 10. lipnja 1967. | sentluiski nadbiskup                                                                                |
|       | José Humberto Quintero Parra |     | Venezuela | 22. rujna 1902.    | 8. srpnja 1984.  | karakaški nadbiskup                                                                                 |
|       | Luis Concha Córdoba          |     | Kolumbija | 7. studenoga 1891. | 18. rujna 1975.  | bogotski nadbiskup                                                                                  |
|       | Giuseppe Antonio Ferretto    |     | Italija   | 9. ožujka 1899.    | 17. ožujka 1973. | sardički naslovni nadbiskup, tajnik Svete konzistorijalne kongregacije i Svetoga kardinalskog zbora |

## Konzistorij 19. ožujka 1962. (V.)
| Slika | Ime i prezime                  | Grb | Država              | Datum rođenja      | Datum smrti         | Služba |
| ----- | ------------------------------ | --- | ------------------- | ------------------ | ------------------- | --- |
|       | José da Costa Nunes            |     | Portugal            | 15. ožujka 1880.   | 29. studenoga 1976. | odesanski naslovni nadbiskup, s naslovom patrijarha ad personam, vice-kamerlengo Svete Rimske Crkve                       |
|       | Giovanni Panico                |     | Italija             | 12. travnja 1895.  | 7. srpnja 1962.     | justinijanski naslovni nadbiskup, nuncij u Portugalu                                                                      |
|       | Ildebrando Antoniutti          |     | Italija             | 3. kolovoza 1898.  | 1. kolovoza 1974.   | sinadski naslovni nadbiskup, nuncij u Španjolskoj                                                                         |
|       | Efrem Forni                    |     | Italija             | 10. siječnja 1889. | 26. veljače 1976.   | darnijski naslovni nadbiskup, nuncij u Belgiji i internuncij u Luksemburgu                                                |
|       | Juan Landázuri Ricketts        |     | Peru                | 19. prosinca 1913. | 16. siječnja 1997.  | O.F.M., limski nadbiskup                                                                                                  |
|       | Gabriel Acacius Coussa         |     | Sirija              | 3. kolovoza 1897.  | 29. srpnja 1962.    | O.S.B.A.M., gerapolski naslovni nadbiskup (Melkitska grkokatolička Crkva), pro-tajnik Svete kongregacije za istočne Crkve |
|       | Raúl Silva Henríquez           |     | Čile                | 27. rujna 1907.    | 9. travnja 1999.    | S.D.B., santiagodečileanski nadbiskup                                                                                     |
|       | Leo-Jozef Suenens              |     | Belgija             | 16. srpnja 1904.   | 6. svibnja 1996.    | mehelensko-briselski nadbiskup                                                                                            |
|       | Michael Browne                 |     | Irska               | 6. svibnja 1887.   | 31. ožujka 1971.    | O.P., učitelj Reda propovjednika                                                                                          |
|       | Joaquín Anselmo María Albareda |     | Francova Španjolska | 16. veljače 1892.  | 19. srpnja 1966.    | prefekt Vatikanske knjižnice                                                                                              |